# Gemma augustea
La Gemma augustea (latino: Gemma Augusti) è un cammeo in rilievo su due strati. Si ritiene comunemente che chi realizzò questo capolavoro possa essere stato Dioscoride o uno dei suoi discepoli nel 12. È conservata presso il Kunsthistorisches Museum di Vienna.

## Creazione e caratteristiche
La Gemma augustea si presenta come un cammeo in leggero rilievo su due strati, intagliati su di una pietra araba d'onice. Uno strato è bianco, mentre l'altro è di colore marrone-bluastro, per meglio mettere in risalto i dettagli delle figure rappresentate, e creare un netto contrasto con il fondo scuro. Misura 23 x 19 cm ed uno spessore di poco più di 1 cm circa.
La Gemma fu probabilmente creata in occasione del trionfo tributato a Tiberio nel 12 d.C., erede del Princeps, Augusto, e futuro imperatore, dopo i successi ottenuti su Dalmati e Pannoni al termine della rivolta dalmato-pannonica del 6-9, oltre che sui Germani che si erano ribellati nel 9.
Se è vero che è Dioscuride l'intagliatore della gemma, ciò potrebbe significare che si tratta di un oggetto posseduto da un membro della famiglia imperiale della dinastia giulio-claudia. Questo oggetto potrebbe essere stato portato dai palazzi imperiali del Palatino a Bisanzio sotto Costantino I. La gemma fu scoperta essere stata custodita nel 1246, nel tesoro dell'abbazia di San Sernin a Tolosa in Francia. Più tardi, nel 1533, Francesco I di Francia se ne appropriò e la spostò a Parigi dove presto scomparve intorno al 1590. Non molto tempo dopo fu venduta per 12.000 monete d'oro a Rodolfo II. Durante il XVII secolo fu collocata presso il tesoro tedesco. Questa nuova collocazione fa supporre che la gemma sia stata poco tempo prima danneggiata. La parte in alto a sinistra, infatti, sembra sia stata rotta con la possibile perdita di uno dei personaggi. Questo potrebbe essere accaduto prima che Rodolfo II l'acquistasse, sicuramente prima del 1700.

## Interpretazione delle figure e delle scene

### La parte superiore del cammeo
La figura seduta sul trono rappresenta l'imperatore Augusto con in una mano una lancia e nell'altra il lituo, lo strumento sacro degli auguri. La figura alle spalle di Augusto, sulla destra, è una donna, facilmente identificabile con Oikoumene, la personificazione del mondo abitato, che rappresenta il mondo civilizzato dell'Impero Romano. Ella indossa sulla testa una "corona muraria" ed un velo, e a sua volta incorona Augusto con la "corona civica" di foglie di quercia, usata per lodare chi abbia salvato la vita ad un cittadino romano. In questa rappresentazione Augusto è lodato per aver salvato una moltitudine di cittadini romani.
Le figure alla destra dell'imperatore, sono una stante e l'altra, più giovane, seduta. La prima rappresenta Nettuno/Oceanus, la seconda la Terra (o l'Italia). Sono tra loro strettamente correlate e bilanciano le altre due figure alla sinistra dell'imperatore. Rappresentano ovviamente il regno dell'acqua e della terra, mentre i bambini che li circondano potrebbero rappresentare le stagioni, estate ed autunno, poiché uno di essi tiene in mano delle spighe di grano.
La figura posta sotto Augusto è l'aquila di Giove. L'aquila potrebbe significare che l'imperatore è seduto al posto di Giove. È importante premettere che Augusto, malgrado accettasse pienamente e incoraggiasse la venerazione dell'imperatore al di fuori di Roma, nelle provincie, non permise a se stesso di essere venerato dentro Roma come un dio.
Seduta accanto all'imperatore sta Roma, che indossa un elmo sulla testa e tiene una lancia nella mano destra mentre la sinistra tocca delicatamente l'elsa della sua spada, probabilmente a dimostrare che Roma era sempre pronta a combattere una nuova guerra. Oltre a tenere il piede sopra l'armatura delle popolazioni conquistate, la dea Roma sembra guardare con ammirazione ad Augusto, e alcuni ritengono vi sia una qualche somiglianza con la moglie dell'imperatore, Livia Drusilla, oltreché essere madre del successore, Tiberio. Tra Augusto e Roma il simbolo dello Capricorno, caro allo stesso imperatore (probabilmente ricorda il giorno dell'incoronazione imperiale, cioè il 16 gennaio del 27 a.C., nella costellazione del Capricorno).
A fianco di Roma troviamo un giovane in uniforme militare, identificabile con Germanico, il nipote prediletto di Augusto, imposto a Tiberio come figlio e futuro erede al trono.
Al suo fianco un carro trionfale, su quale troviamo una figura che indossa una toga. Si tratta di Tiberio il successore designato. La toga rappresenta la civiltà e la pace, non la guerra, appena combattuta e vinta. È il simbolo del ritorno alla pace. Tiberio sta scendendo dal carro del trionfo per recarsi da Augusto, in segno di obbedienza e di ossequio al grande imperatore. Alle sue spalle la dea della Vittoria guida il carro trionfale.

### La parte inferiore del cammeo
Alcuni studiosi interpretano tutte le figure rappresentate nella parte inferiore della gemma come anonime. Altri descrivono le figure come tutte importanti ed identificabili. Le due figure sedute in basso sulla sinistra potrebbero rappresentare i popoli dei Pannoni, dei Dalmati e dei Germani appena sottomessi.
Alle loro spalle dei soldati romani stanno montando un trofeo di guerra con le spoglie dei nemici battuti, rappresentate anche nei secoli successivi come sulle due colonne presenti a Roma (quella traianea ed aureliana), oppure nel Trofeo delle Alpi augusteo.
Il soldato più a sinistra sembra indossare un elmo di tipo trace, probabilmente attribuibile al re Remetalce I, che aiutò Tiberio in Pannonia negli anni 6-9. Un altro dei soldati potrebbe essere identificato con Marte stesso, per l'armatura pregiata che indossa.
La figura subito alla destra dei soldati che stanno montando il trofeo, potrebbe essere Diana, o solo un soldato ausiliario insieme alla figura alla sua destra. Diana sembra tenere nella sua mano sinistra alcune lance. Alla sua sinistra un uomo, identificabile con Mercurio, sembra tenere per i capelli una donna, una prigioniera di guerra. A terra sempre sulla destra un uomo con la barba, con al collo un torque, tipico collare dei popoli celti o di alcune popolazioni germaniche.

### Fonti primarie
- Orazio, Odi, libro III, 5.

### Fonti secondarie
- Clayton, Peter, Treasures of Ancient Rome, New Jersey 1995, p. 163-165.
- Galinsky, Karl, Augustan Culture, Princeton 1996, p. 53, 120-21.
- Hanfmann, George M.A., Roman Art: A Modern Survey of the Art of Imperial Rome, New York 1975, p. 248-9.
- Ramage, Nancy H. and Andrew Ramage, Roman Art: Romulus to Constantine, New York 1991, p. 106-7.
- Stokstad, Marilyn, Art History: Volume One, New York 1995, p. 249.
- Pat Southern, Augustus, Londra & New York 1999.